# 好人好日
『好人好日』（こうじんこうじつ）は、1961年（昭和36年）8月13日に公開された日本映画。監督：渋谷実、主演：笠智衆・淡島千景・岩下志麻。配給：松竹映画。

## 概要
奈良の大学の数学教授である初老の男、その男を陰から三十年にもわたって支え続けてきた妻、そして奈良市役所に勤務する娘と婚約者である娘の男の同僚（及び彼の姉や母）との間の家族模様を描く。父娘の情愛がテーマの物語である。
エンディングでは東大寺の鐘が登場する。

## スタッフ
- 原作：中野実
- 脚色（脚本）：松山善三
- 製作：佐々木孟
- 撮影：長岡博之
- 美術：浜田辰雄
- 音楽：黛敏郎
- 録音：大村三郎
- 照明：小泉喜代司
- 編集：杉原よ志
- スチール：長谷川宗平

## キャスト
- 尾関等（主人公） - 笠智衆
- 尾関節子（等の妻） - 淡島千景
- 尾関登紀子（等の一人娘[2]） - 岩下志麻
- 佐竹竜二（登紀子の婚約者） - 川津祐介
- 佐竹美津子（竜二の姉） - 乙羽信子
- お徳婆さま（竜二と美津子の母） - 北林谷栄
- 女将 - 高峰三枝子
- 本橋 - 織田政雄
- 作平 - 小川虎之助
- 泥棒 - 三木のり平